# O iubire nemuritoare
O iubire nemuritoare (în engleză Immortal Beloved) este un film britanico-american din 1994 despre Ludwig van Beethoven. Titlul filmului reia adresarea formulată de Ludwig van Beethoven unei persoane învăluite de mister (în germană Unsterbliche Geliebte⁠(de)[traduceți]) într-o scrisoare găsită după decesul său.
Rolul confidentei lui Beethoven, contesa Anna Maria Erdődy, este interpretat de Isabella Rossellini.

## Producție
Filmări interioare au fost realizate și în Palatul arhiepiscopal din Kroměříž.